# Głębocko (jezioro w powiecie wałeckim)
Głębocko – jezioro w woj. zachodniopomorskim, w powiecie wałeckim, w gminie Mirosławiec, leżące na terenie Pojezierza Wałeckiego.

## Dane morfometryczne
Powierzchnia zwierciadła wody według różnych źródeł wynosi od 12,5 ha przez 15,21 ha (ogólna i lustra wody) do 15,4 ha.
Zwierciadło wody położone jest na wysokości 118 m n.p.m.
Średnia głębokość jeziora wynosi 9,0 m, natomiast głębokość maksymalna 28,0 m.

## Hydronimia
Dane z państwowego rejestru nazw geograficznych podają Głębocko jako urzędową nazwę tego jeziora. Według spisu opracowanego przez Komisję Nazw Miejscowości i Obiektów Fizjograficznych (KNMiOF) nazwa tego jeziora to Jezioro Głębokie. W różnych publikacjach i na mapach topograficznych jezioro to występuje pod nazwami Głebokie, Jabłonkowo lub Mazanowo Duże.
Dane z państwowego rejestru nazw geograficznych podają oboczne nazwy tego jeziora: Jabłonkowo; Jezioro Głębokie.